# ميروبيس

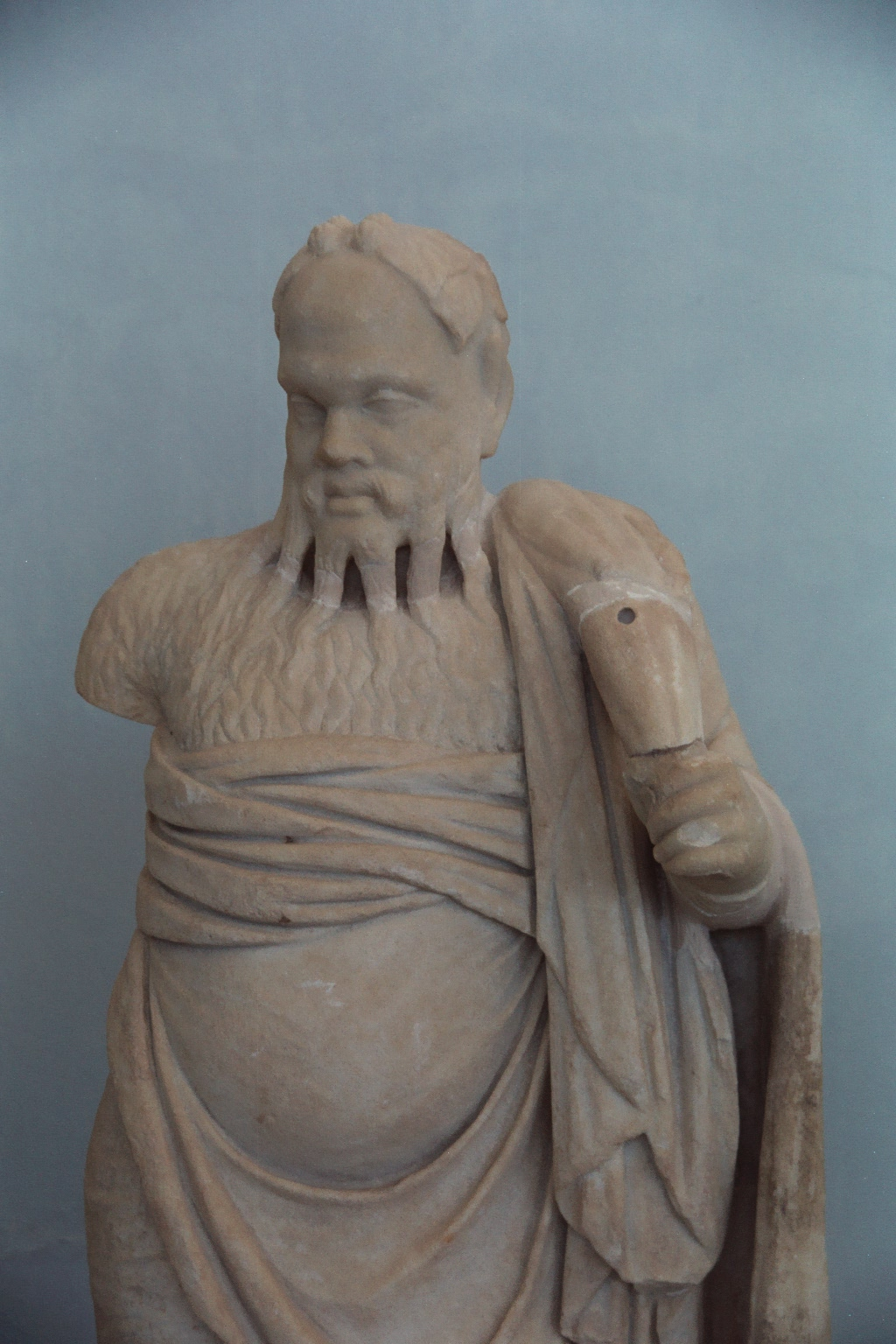

ميروبيس هي جزيرة خيالية تخيلها الكاتب اليوناني القديم ثيوبومبوس في كتابه فيليبايكا.هذه القارة كانت تعرف لدى المفكرين وفنانو الأدب قديما بعصر روبيسيون الذي لايزال محلاً للشك ولوجود النحوت التي دونت على عظام البشر الأقصر قامة بينهم ووضعها في قوارير من حجر تم توثيق هذه المقالة في عام 1699م، حيث زعم باحث في علم الاحياء هرتز ليبيرت الفرنسي، ونشر هذه المقالة: قائلا فلنفترض وجود هذه الحضارة التي اتسعت لها مدينة مدغشقر، لكن نجد ان الحيوانات انجذبت لبقعة معينة بعيدا عن الصحراء التي تقع في جنوب شرقها، واكمل الباحث كريسفينتوهارت المتخصص في الجيولوجيا البحث واستطاع كشف مغارات باطنية في جوف الأرض امتلئت باحجار غرزت على شكل عشوائي، بعد ان اكد وجود عظام غير قابلة للتحلل في داخل احجار المغارة حيث طلب مساعدة هرتز ليبيرت وعالم الحيوانات كاريسفينو الايطالي.
وبعد ان اتموا بحثهم ذلك في 6 سنوات عام 1704م، وبعد جهود من البحث المتواصل اثبتوا وجود احجار المير غير القابلة للتحلل بتاثير رواسب الأرض والرطوبة في كتاب خفايا جيولوجية واثبات انها من القارة التي كانت منبع حضارات في الماضي لكن بسبب التغيرات الجيولوجية في الأرض فقد ادى ذلك إلى ابتلاعها من قبل البحر.
لكن لازلنا نجهل سبب وضع عظام لا يزيد طولها عن الشبر أو الشبرين في قوارير حجرية فذلك يحتاج إلى بحث مطول ولا زال العلماء يبحثون سبب ذلك.

## ميروبيس في الاساطير والاعتقادات
بعض مادعم به هرتز ليبيرت وكريسفينتوهارت وكاريسفينو هو بعض الاعتقادات حول حضارة القارة المفقودة اطلانتس التي اقيمت قبلها بقرون واعتقادهم بصدق اساطير القارات المبتلعة من قبل الأرض والأبحاث المؤكدة لذلك، وبعد ان دمجوا اسمها لتصبح حضارة الميروبيس المفقودة، وقد تعني (قطعة المير) التي ارضت النقاد والمفكرين حول ذلك، ووثقت في صحيفة التايمز البريطانية وبعد انتشارها إلى صحيفة BBC .